# ماريتا (جورجيا)
ماريتا (بالإنجليزية: Marietta, Georgia)‏ هي مدينة تقع في مقاطعة كوب، جورجيا بولاية جورجيا في الولايات المتحدة. تبلغ مساحة هذه المدينة 57 (كم²)، وترتفع عن سطح البحر 344 م، بلغ عدد سكانها 56579 نسمة في عام 2010 حسب إحصاء مكتب تعداد الولايات المتحدة.

## توأمة
لماريتا (جورجيا) اتفاقيات توأمة مع كل من:
- لينتس آم راين
- إيريذيا [الإنجليزية]‏

## أعلام
- ميلاني أودين
- كودي رودز
- روبرت باتريك
- ليو فرانك
- شريف عبد الرحيم
- مقتل جون بنيت رامسي

## وصلات خارجية
- www.mariettaga.gov
- Cities & Counties - Georgia.gov